# Serra Mitjana (la Pobla de Cérvoles)
La Serra Mitjana és una serra situada al municipi de la Pobla de Cérvoles a la comarca de les Garrigues, amb una elevació màxima de 583 metres.